# JR貨物U49A形コンテナ
JR貨物U49A形コンテナ（U49Aがたコンテナ）は、日本貨物鉄道（JR貨物）輸送用として籍を編入している31 ft私有コンテナである。
形式の数字部位「49」は、コンテナの容積を元に決定される。このコンテナ容積49 ㎥の算出は、厳密には端数四捨五入計算のために、内容積48.4〜49.4 ㎥の間に属するコンテナが対象となる。また形式末尾のアルファベット一桁部位「A」は、コンテナの使用用途（主たる目的）が「普通品の輸送」を表す記号として付与されている。

## 番台毎の概要

### 38000番台
38001 - 38004（4個）
全国通運所有。日通商事製作。片妻側一方開き、両側フルウイング仕様。規格外・ハローマーク（ 全高2,605 mm = H 表記、全長9,410 mm = L 表記、最大総重量20.25 t = G ）表記あり。
※国からの補助金により、CO2削減を目指して日通と共に開発した、『スーパーグリーン・シャトル』シリーズ統一カラー仕様。
38005 - 38008（4個）
全国通運所有。日通商事製作。片妻側一方開き、両側フルウイング仕様。規格外・ハローマーク（ 全高2,605 mm = H 表記、全長9,410 mm = L 表記、最大総重量20.25 t = G ）表記あり。
※『スーパーグリーン・シャトル』表記なし。
38009（1個）
武州運輸倉庫所有。
U45A-38001/38002置き換え用。

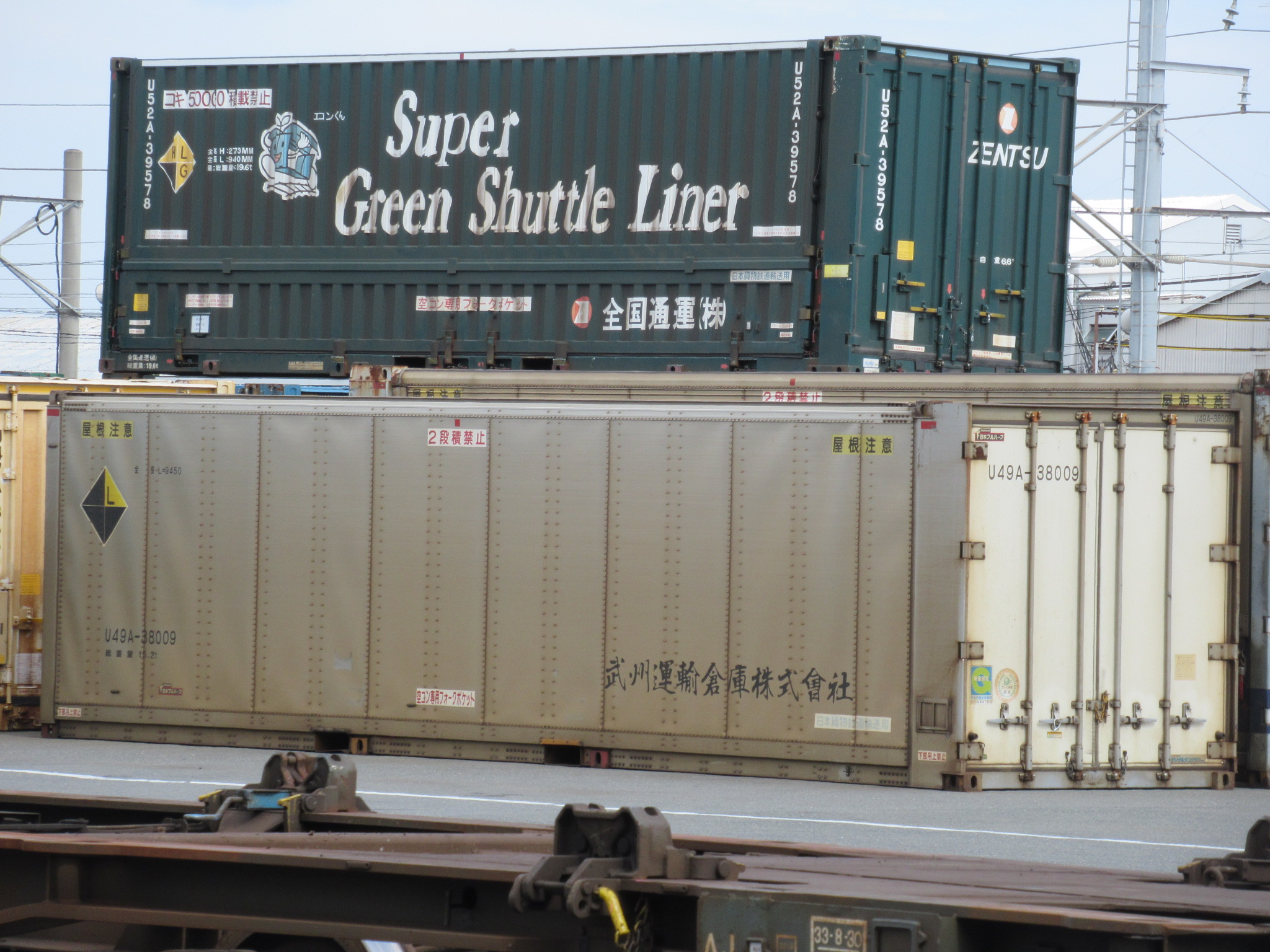
U49A-38009 武州運輸倉庫所有。

38010（1個）
スマイルライン所有。
U45A-38003/38004置き換え用。

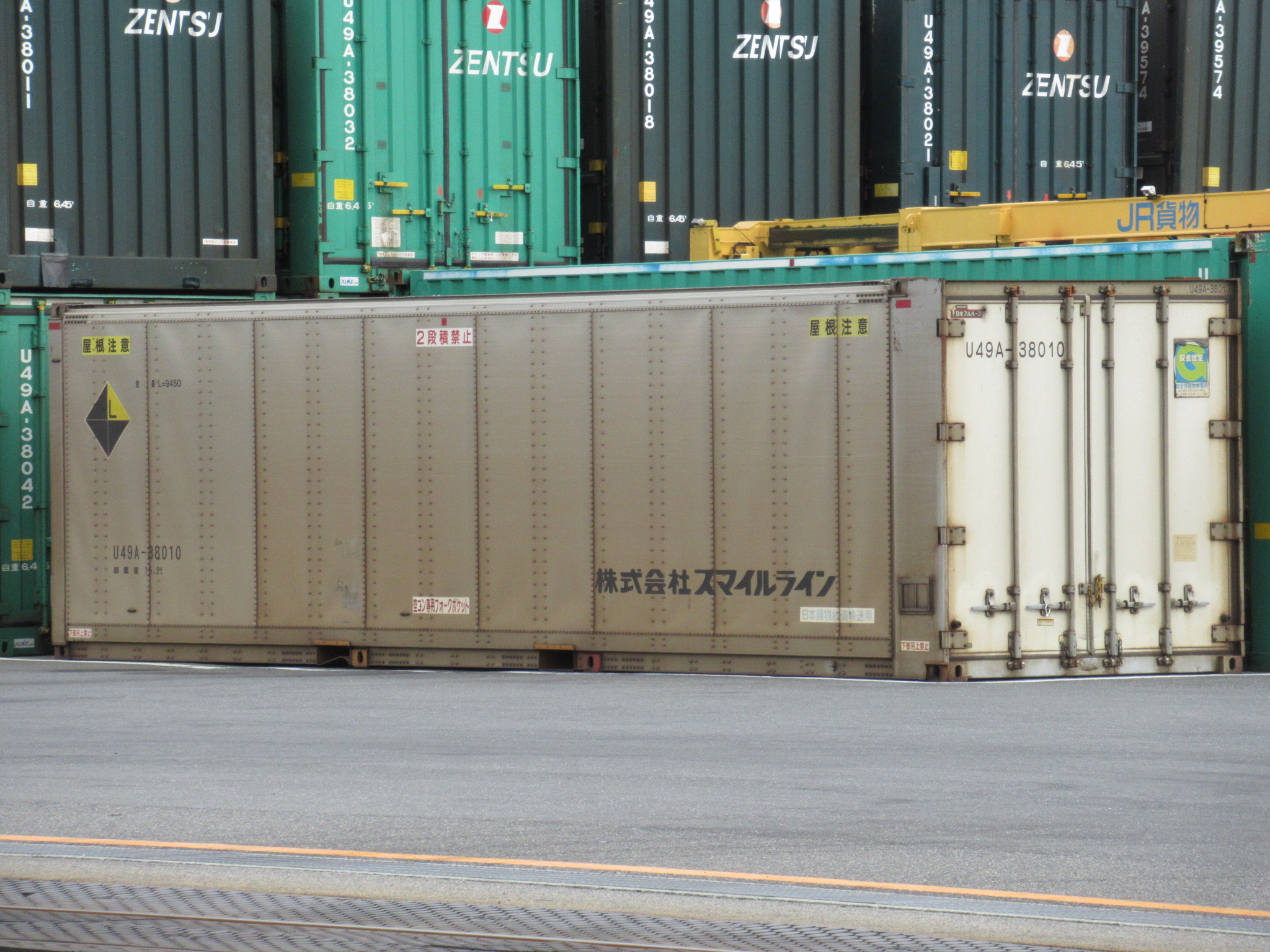
U49A-38010 スマイルライン所有。

38011 - 38014（4個）
全国通運所有。日通商事製作。片妻側一方開き、両側フルウイング仕様。規格外・ハローマーク（ 全高2,605 mm = H 表記、全長9,410 mm = L 表記、最大総重量20.25 t = G ）表記あり。
※国からの補助金により、CO2削減を目指して日通と共に開発した、『スーパーグリーン・シャトル』シリーズ統一カラー仕様。
38015 - 38022（8個）
全国通運所有。日通商事製作。片妻側一方開き、両側フルウイング仕様。規格外・ハローマーク（ 全高2,605 mm = H 表記、全長9,410 mm = L 表記、最大総重量20.25 t = G ）表記あり。
※『スーパーグリーン・シャトル』表記なし。
38023 - 38042（20個）
全国通運所有。片妻側一方観音開き、フルウィング両側面二枚折り仕様。規格外ハローマーク（ H ・ L ・ G ）付き。

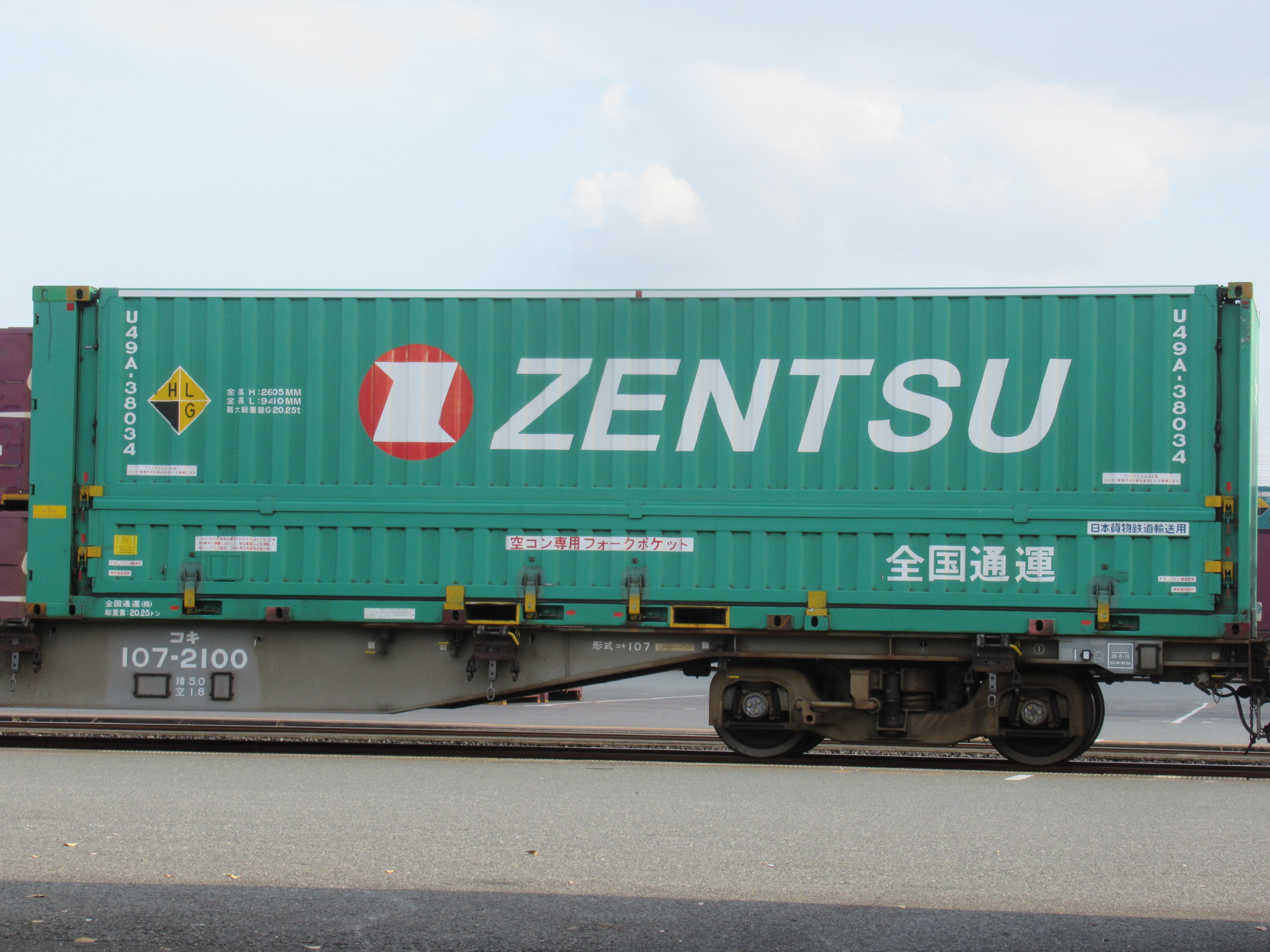
U49A-38034 全国通運所有。

38043 ・ 38044（2個）
静岡通運所有。片妻側一方観音開き、フルウィング両側面二枚折り仕様。規格外ハローマーク（ H ・ L ・ G ）付き。
38045 ・ 38046（2個）
東洋ガラス物流所有。片妻側一方観音開き、フルウィング両側面二枚折り仕様。規格外ハローマーク（ H ・ L ・ G ）付き。
38047（1個）
F-LINE（旧味の素物流）所有。片妻側一方観音開き、フルウィング両側面二枚折り仕様。規格外ハローマーク（ H ・ L ・ G ）付き。
38048 - 38050（3個）
合通所有。片妻側一方観音開き、フルウィング両側面二枚折り仕様。規格外ハローマーク（ H ・ L ・ G ）付き。

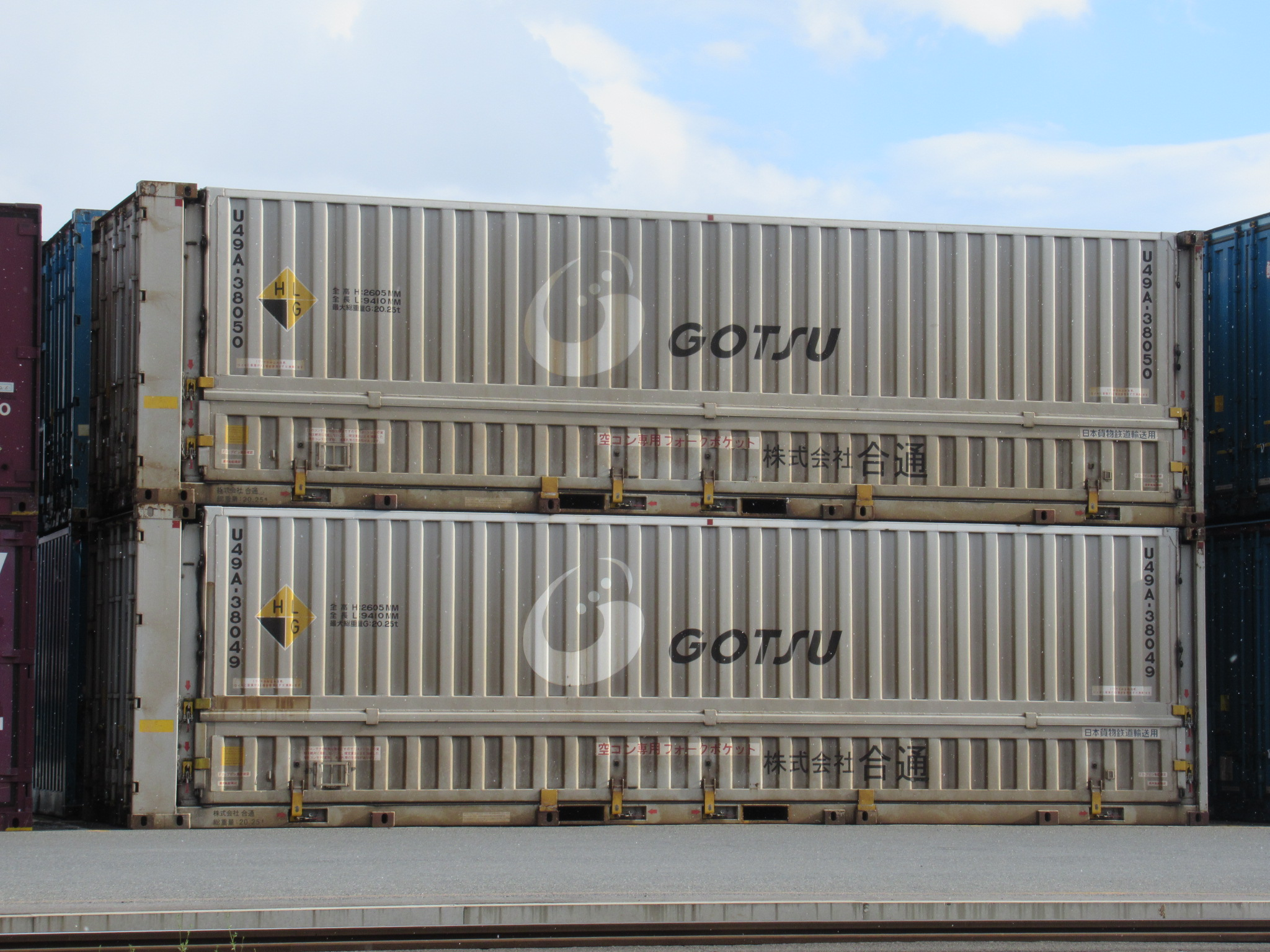
U49A-38049 合通所有。

38051（1個）
全国通運所有、味の素物流借受。片妻側一方観音開き、フルウィング両側面二枚折り仕様。規格外ハローマーク（ H ・ L ・ G ）付き。塗装は38047と同じだがハローマークの位置が異なる。
38052 ・ 38053（2個）
熊谷通運所有。片妻側一方観音開き、フルウィング両側面二枚折り仕様。規格外ハローマーク（ H ・ L ・ G ）付き。
38054（1個）
王子運送(東京福山通運)所有。片妻側一方観音開き、フルウィング両側面二枚折り仕様。規格外ハローマーク（ H ・ L ・ G ）付き。
38055 - 38064（10個）
九州センコーロジ所有。
※グローバルアポロマークと、『センコー』表記あり。規格外(全高H:2605mm/全長L:9410mm/最大総重量G:20.25t)
38065 ・ 38066（2個）
中央通運所有。片妻側一方観音開き、フルウィング両側面二枚折り仕様。規格外ハローマーク（ H ・ L ・ G ）付き。
38067 - 38072（6個）
王子運送(東京福山通運)所有。片妻側一方観音開き、フルウィング両側面二枚折り仕様。規格外(全高H:2605mm/全長L:9410mm/最大総重量G:20.25t)
38073 - 38080（8個）
札幌通運所有。規格外(全高H:2605mm/全長L:9410mm/最大総重量G:20.25t)
38081 - 38110（30個）
福山通運所有。（規格外ハローマーク = H L G 付き）、総重量20.25t。新たに一列車貸切となる『福山レールエクスプレス』のために新製。総合車両製作所が新しく開発した、三方コの字開き（パノラマボックス）を採用した。
※ただし、同時に大量に配備されている片妻側一方開きタイプと比べて、7t弱も重量が増えたために運用効率はよくない。

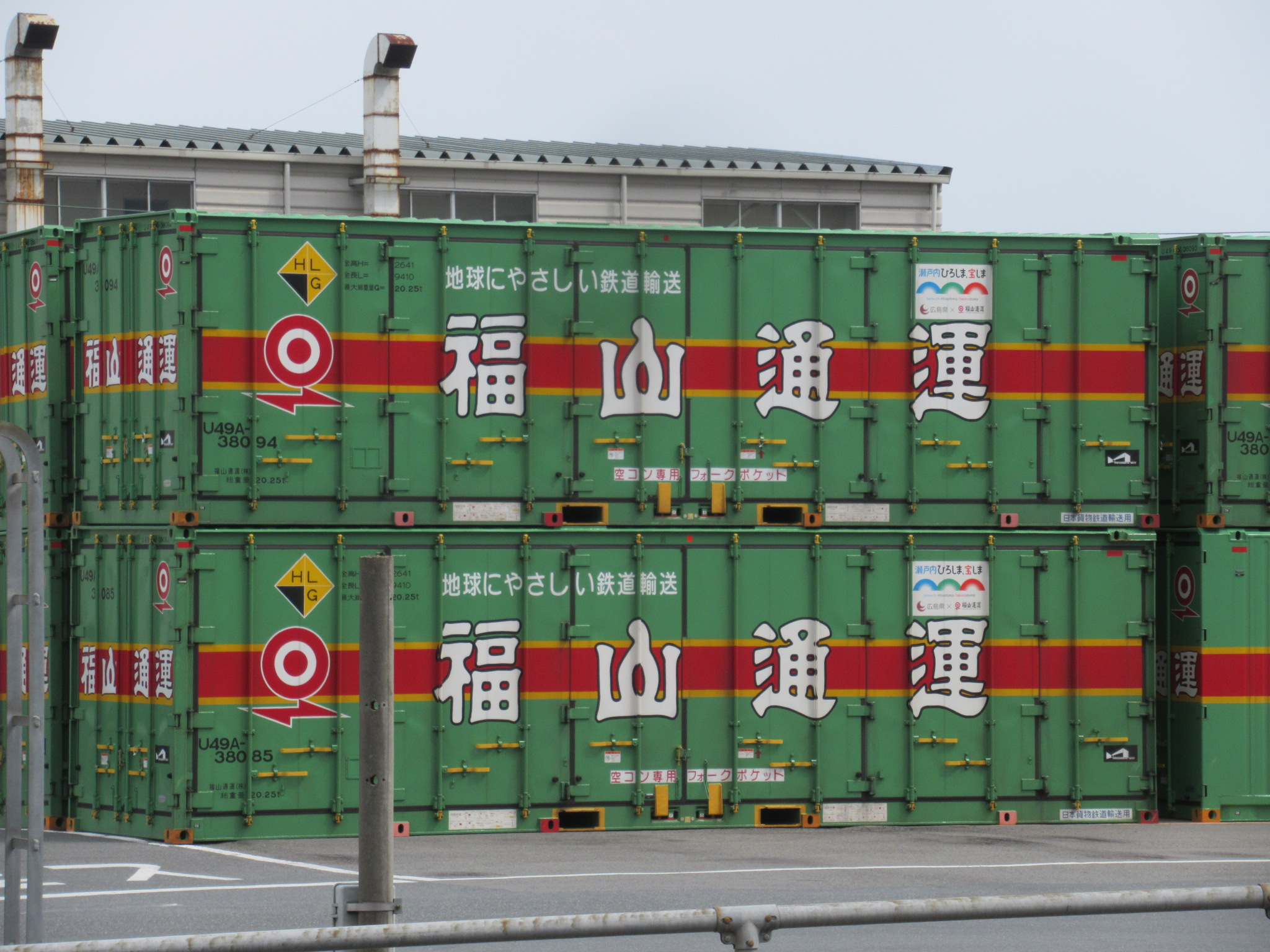
U49A-38094 福山通運所有。

38111 ・ 38112（2個）
熊谷通運所有。規格外(全高H:2605mm/全長L:9410mm/最大総重量G:20.25t)
38113 - 38117（5個）
全国通運所有。日通商事製作。片妻側一方開き、両側フルウイング仕様。規格外・ハローマーク（ 全高2,605 mm = H 表記、全長9,410 mm = L 表記、最大総重量20.25 t = G ）表記あり。
※国からの補助金により、CO2削減を目指して日通と共に開発した、『スーパーグリーン・シャトル』シリーズ統一カラー仕様。
38118 ・ 38119（2個）
熊谷通運所有。仕様は38111/38112と同一。規格外(全高H:2605mm/全長L:9410mm/最大総重量G:20.25t)
38120 - 38127（8個）
日本通運所有。2017年以来、約6年振りとなる無印エコライナーの増備。また上部の帯も黄から白になった。規格外(全高H:2605mm/全長L:9410mm/最大総重量G:20.25t)
38128（1個）
大牟田運送所有。規格外(全高H:2620mm/全長L:9410mm/最大総重量G:20.25t)
38129 • 38130（2個）
SBS東芝ロジスティクス所有。東京～大阪間のエレベーター輸送に導入された。SBSロジコム所有のU51A形の製造が日本フルハーフだったがNX商事(一光)に製造が変更された。規格外(全高H:2605mm/全長L:9410mm/最大総重量G:20.25t)
38131（1個）
スズキ所有。2023年4月より静岡県の湖西工場から福岡県の部品センターへの補修部品輸送をトラックから鉄道にモータブルシフトし導入された。規格外(全高H:2605mm/全長L:9410mm/最大総重量G:20.25t)
38132 - 38161（30個）
福山通運所有。前回増備された38080 - 38110のパノラマボックス仕様と同じだが「瀬戸内ひろしま、宝しま」の表記の省略、前後表記の追加、パノラマボックスロゴの位置変更、上部キャスティングボックスの着色(黄色)、妻面非扉側の形式表記の縦2列書き等と変更が入った。
38162 • 38163（2個）
全国通運所有、日清物流借受。規格外(全高H:2605mm/全長L:9410mm/最大総重量G:20.25t)
38164 - 38167（4個）
SBS東芝ロジスティクス所有。規格外(全高H:2605mm/全長L:9410mm/最大総重量G:20.25t)